# Bukit Selamat (Sungai Raya)
Bukit Selamat is een bestuurslaag in het regentschap Oost-Atjeh van de provincie Atjeh, Indonesië. Bukit Selamat telt 1639 inwoners (volkstelling 2010).